# 天塩温泉
天塩温泉（てしおおんせん）は、北海道天塩郡天塩町にある温泉。

## 泉質
- ナトリウム-塩化物強塩泉
  - 源泉温度38.9℃
  - ナトリウムイオンと炭酸水素イオンに富み、1キロ当りの成分総量は約33g。
  - 濃口醤油色の温泉である。
  - アンモニア系の臭いが強い。
  - 湯は循環で利用されている。

## 温泉街
- 日帰り入浴施設と宿泊施設を兼ねた「てしお温泉夕映」の一軒宿。マヨネーズの容器に入ったプリン「てしおChu Chuプリン」が名物。

## 歴史
- 2000年(平成12年) - 開湯

## アクセス
- 鉄道 : 宗谷本線幌延駅下車バス約20分